# 42 p.n.e.
| [ Edytuj tabelę ] |                                                                           |
| Król Armenii      | - 55 p.n.e. Artawazdes II 34 p.n.e.                                       |
| Król Bosporu      | - 47 p.n.e. Asander 17 p.n.e.                                             |
| Cesarz Chin       | - 49 p.n.e. Han Yuandi 33 p.n.e.                                          |
| Władca Egiptu     | - 51 p.n.e. Kleopatra 30 p.n.e. - 44 p.n.e. Ptolemeusz Cezarion 30 p.n.e. |
| Król Judei        | - 63 p.n.e. Jan Hirkan II 40 p.n.e.                                       |
| Król Kommageny    | - 70 p.n.e. Antioch I 36 p.n.e.                                           |
| Król Nabatei      | - 59 p.n.e. Malichus I 30 p.n.e.                                          |
| Król Paflagonii   | - 63 p.n.e. Attalos 40 p.n.e.                                             |
| Król Partów       | - 57 p.n.e. Orodes II 37 p.n.e.                                           |
| Król Tracji       | - 48 p.n.e. Reskuporis I 42 p.n.e.                                        |

Rok 42 p.n.e.
stulecia: II wiek p.n.e. ~
I wiek p.n.e. ~
I wiek

lata: 52 p.n.e. «
46 p.n.e. «
45 p.n.e. «
44 p.n.e. «
43 p.n.e. «
42 p.n.e. »
41 p.n.e. »
40 p.n.e. »
39 p.n.e. »
38 p.n.e. »
32 p.n.e.

## Wydarzenia
- 3–23 października – bitwa pod Filippi: wojska Antoniusza i Oktawiana pokonały zabójców Cezara – Brutusa i Kasjusza. Widząc swą klęskę Brutus popełnił samobójstwo.
- Apoteoza Juliusza Cezara.
- Bitwa morska na Morzu Jońskim – zwycięstwo floty republikańskiej nad flotą senacką Domicjusza Kalwinusa.
- Oktawian, Marek Antoniusz i Marek Emiliusz Lepidus rozpoczęli rządy nad Rzymem; podstawą tych rządów był zawiązany w poprzednim roku II triumwirat.
- Oktawian rozpoczął budowę świątyni Marsa Mściciela.
- Sycylia pod kontrolą Sekstusa Pompejusza.

## Urodzili się
- 16 listopada – Tyberiusz, cesarz rzymski (zm. 37).
- Marek Klaudiusz Marcellus, syn Gajusza Marcellusa (zm. 22 p.n.e.).

## Zmarli
- Ariobarzanes III Eusebes Filoromajos, król Kapadocji.
- Gajusz Antoniusz, rzymski polityk (ur. 81 p.n.e.).
- 3 października – Gajusz Kasjusz Longinus.
- 23 października – Marek Juniusz Brutus.